# Cerura platea
Cerura platea är en fjärilsart som beskrevs av William Schaus 1890. Cerura platea ingår i släktet Cerura och familjen tandspinnare. Inga underarter finns listade i Catalogue of Life.